# Ostrykół Włościański

Ostrykół Włościański (prononciation : [ɔsˈtrɨkuu̯ vwɔɕˈt͡ɕaɲski]) est un village polonais de la gmina de Długosiodło dans le powiat de Wyszków de la voïvodie de Mazovie dans le centre-est de la Pologne.
Il se situe à environ 7 kilomètres à l'ouest de Długosiodło (siège de la gmina), 22 kilomètres au nord de Wyszków (siège du powiat) et à 71 kilomètres au nord-est de Varsovie (capitale de la Pologne).
Le village possède une population de 89 habitants en 2008.

## Histoire
De 1975 à 1998, il faisait partie du territoire de la Voïvodie d'Ostrołęka